# The Firebirds
Los Firebirds son una banda del Reino Unido fundada en 1981 por su anterior vocalista John Plummer. Se compone actualmente de tres músicos: Jim Plummer, Dan Plummer y Jason Bryant.

## Historia
Es un grupo de rock’n’roll que abarca varios géneros de los años 50 y 60. Han creado nuevas versiones de clásicos como «I Don’t Know Why I Love You But I Do», «Perfidia» o «Bristo stomp». También han realizado interpretaciones («covers») de éxitos de la época, como «Rock around the clock» de Bill Halley. 
El estilo de los Firebirds realza la música vocal a capella. Los componentes del grupo utilizan instrumentos clásicos, lo que les da un carácter sobrio y limpio del estilo rock’n’roll, aportándole actualidad, originalidad y frescura.  
En 1992 se presentaron en la apertura oficial de Disneyland París, siendo la única banda británica en presentarse. Los Firebirds también actuaron en un concierto conmemorativo en el Coleston Hall de Bristol, para rememorar los 40 años de Eddie Cochran. 
Los Firebirds salieron de gira por Bélgica, Holanda, Francia, Italia, Suiza, Alemania y Dinamarca, al igual que por los Estados Unidos. Fue la única banda británica que participó en el Festival de Rockabilly en 2002. También tomaron parte en el 50 aniversario de la Sun Records, así como en el 25 aniversario del fallecimiento de Elvis Presley. 